# Natação artística no Campeonato Europeu de Esportes Aquáticos de 2021 - Rotina técnica dueto misto
A prova da rotina técnica dueto misto da natação artística no Campeonato Europeu de Esportes Aquáticos de 2021 ocorreu nos dias 10 de maio na Arena Danúbio, em Budapeste na Hungria.

## Calendário
| Fase  | Data       | Hora  |
| ----- | ---------- | ----- |
| Final | 10 de maio | 17:30 |

Todos os horários estão no horário local (UTC+1)

## Medalhistas
| Ouro                                              | Prata                             | Bronze                                     |
| Rússia · Mayya Gurbanberdieva · Aleksandr Maltsev | Espanha · Emma García · Pau Ribes | Itália · Isotta Sportelli · Nicolò Ogliari |

## Final
Esse foi o resultado da final.
| Pos.              | Nacionalidade | Nadadores                              | Pontos   | Pontos    | Pontos    | Pontos  |
| Pos.              | Nacionalidade | Nadadores                              | Execução | Impressão | Elementos | Total   |
| ----------------- | ------------- | -------------------------------------- | -------- | --------- | --------- | ------- |
| Medalha de ouro   | Rússia        | Mayya Gurbanberdieva Aleksandr Maltsev | 28.0000  | 27.4000   | 36.3963   | 91.7963 |
| Medalha de prata  | Espanha       | Emma García Pau Ribes                  | 25.8000  | 25.9000   | 33.1694   | 84.8694 |
| Medalha de bronze | Itália        | Isotta Sportelli Nicolò Ogliari        | 23.6000  | 23.4000   | 30.4281   | 77.4281 |
| 4                 | Eslováquia    | Silvia Solymosyová Jozef Solymosy      | 22.2000  | 22.8000   | 28.3682   | 73.3682 |